# Agata Witkowska
Agata Witkowska (née Durajczyk le 19 août 1989 à Gdańsk) est une joueuse de volley-ball polonaise. Elle mesure 1,70 m et joue au poste de libero. Elle totalise 29 sélections en équipe de Pologne.

## Clubs
| Club                        | De        | À         |
| --------------------------- | --------- | --------- |
| Energa Gedania Gdańsk       | 2007-2008 | 2008-2009 |
| KPSK Stal Mielec            | 2009-2010 | 2010-2011 |
| AZS Białystok               | 2011-2012 | 2011-2012 |
| Budowlani Łódź              | 2012-2013 | 2013-2014 |
| Atom Trefl Sopot            | 2014-2015 | 2015-2016 |
| Futura Volley Busto Arsizio | 2016-2017 | 2016-2017 |
| Budowlani Łódź              | 2017-2018 | 2017-2018 |
| MKS Radomka Radom           | 2019-2020 | …         |

## Palmarès

### Équipe nationale
- Jeux européen
  - Finaliste : 2015.

### Clubs
- Coupe de la CEV
  - Finaliste : 2015, 2017.
- Championnat de Pologne
  - Finaliste : 2015, 2016.
- Coupe de Pologne
  - Vainqueur : 2015, 2018.
  - Finaliste : 2016.
- Supercoupe de Pologne
  - Vainqueur : 2017.
  - Finaliste : 2015.